# Diocèse de Daejeon
Le diocèse de Daejeon (Dioecesis Taeieonensis) est un territoire ecclésiastique de l'Église catholique de Corée du Sud, suffragant de l'archidiocèse de Séoul. Son siège est à la cathédrale Saint-Joseph l'ouvrier de Daejeon.

## Histoire
Le vicariat apostolique de Daejeon est érigé par Pie XII le 23 juin 1958, recevant son territoire du vicariat apostolique de Séoul, aujourd'hui archidiocèse. Il est élevé en diocèse le 10 mars 1962 par la bulle Fertile Evangelii semen.

## Ordinaires

### Vicaires apostoliques de Daijeon
- Adrien-Joseph Larribeau, MEP (1958–1962)

### Évêques de Daejeon
- Adrien-Joseph Larribeau, MEP (1962–1965)
- Peter Hwang Min Syeng (1965–1984)
- Joseph Kyeong Kap-ryong (1984–2005)
- Lazarus You Heung-sik (2005–2021)[2]
- Augustinus Kim Jong-soo (depuis 2022)[3]

### Évêques coadjuteurs
- Lazarus You Heung-sik (2003–2005)

### Évêques auxiliaires
- Augustinus Kim Jong-soo (2009–2022)[3],[4]
- Stephanus Han Jung-hyun (depuis 2020)[5]

## Statistiques
En 1970, le diocèse comptait 60 558 baptisés (2,2 % de la population totale), servis par 102 prêtres (48 diocésains et 54 réguliers), 57 religieux, 115 religieuses dans 32 paroisses.
En 2000, le diocèse comptait 183 919 baptisés (5,6 %), servis par 167 prêtres (156 diocésains et 11 réguliers), 23 religieux et 436 religieuses dans 89 paroisses. En 2021, le diocèse comptait 335 972 baptisés (8,5 %), servis par 373 prêtres (332 diocésains et 41 réguliers), 85 religieux et 629 religieuses dans 143 paroisses.